# خوسيه لويس بوينو
خوسيه لويس بوينو (بالإسبانية: José Luis Bueno)‏ مواليد 8 ديسمبر 1969 في ولاية مكسيكو، المكسيك، هو ملاكم محترف مكسيكي سابق صنّف ضمن فئة وزن الذبابة. حقق بطولة المجلس العالمي للملاكمة.

## إحصائيات
خاض خلال مسيرته 41 نزالا، فاز في 30 وتعادل في 2 وخسر في 9. فاز بالضربة القاضية في 21 نزالا.

## روابط خارجية
- خوسيه لويس بوينو على موقع بوكس ريك (الإنجليزية) (registration required)